# NGC 5367
NGC 5367 (również IC 4347) – mgławica refleksyjna znajdująca się w gwiazdozbiorze Centaura. Odkrył ją John Herschel 26 czerwca 1834 roku. Lewis A. Swift obserwował tę mgławicę (lub jej fragment) 30 grudnia 1897 roku, jego obserwacja została skatalogowana w Index Catalogue jako IC 4347.
NGC 5367 jest najjaśniejszą częścią większej „globuli kometarnej” CG 12, znajdującej się w odległości około 550 parseków od Ziemi. Jest rozświetlana przez gwiazdę podwójną h4636, której składniki mają typ widmowy B4V i B7V, a przynajmniej jeden z nich jest gwiazdą typu Herbig Ae/Be.